# Paul Struck
Paul Struck, född 6 december 1776 i Stralsund, död 14 maj 1820 i Pressburg, var en tysk tonsättare.
Struck var verksam som tonsättare i Wien. Han besökte Stockholm 1800–1801, där han medverkade som repetitör vid instuderingen av Joseph Haydns Skapelsen, uppförd i Kungliga Musikaliska Akademiens regi 1801. Han invaldes som utländsk ledamot nummer 31 i akademien den 15 november 1800.